# Robert Cabana
Robert Donald Cabana (Minneapolis, 23 gennaio 1949) è un ex astronauta statunitense.
Ha partecipato a 4 missioni dello Space Shuttle, come pilota in STS-41 e STS-53 e come comandante in STS-65 e in STS-88.